# Luke Davies
Luke Davies é um escritor, poeta e roteirista australiano. Graduado em Artes pela Universidade de Sydney, recebeu inúmeros prêmios literários, como The Sydney Morning Herald e Grace Leven Prize. Foi indicado a diversas condecorações cinematográficas também pelo roteiro do filme Lion.